# 特絲·科迪
特絲·科迪（英語：Tess Coady，2000年11月2日—），澳洲單板滑雪運動員，她代表澳洲隊參加了中國舉行的2022年冬季奧林匹克運動會，並且在女子坡面障礙技巧比賽上獲得銅牌。